# Schloss Klötzen

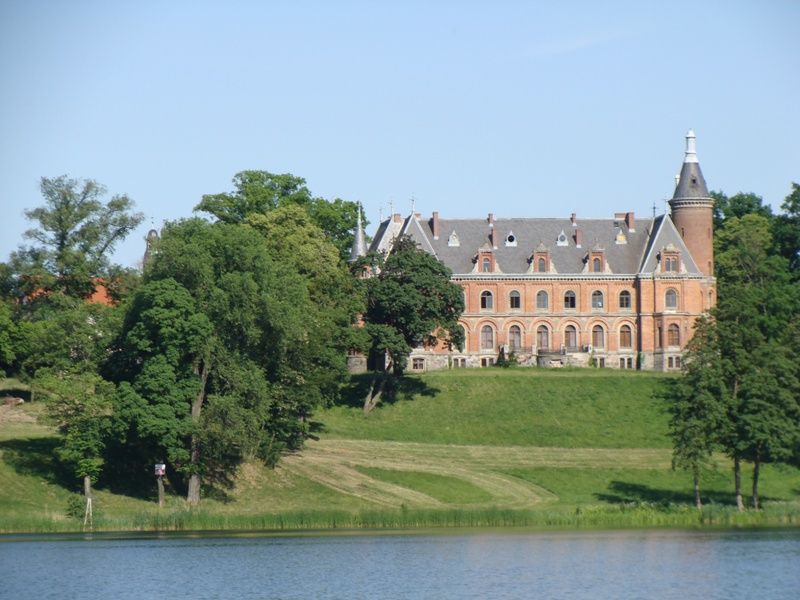
Schloss Klötzen

Das Schloss Klötzen (polnisch Pałac w Klecewie) ist ein Herrenhaus in Klecewo, einem Ort in der Gmina Gardeja im vormaligen Landkreis Marienwerder, heute Powiat Kwidzyński, Polen.

## Gutsgeschichte
Im Jahr 1787 kaufte Kammerherr Johann Anton Franz von Rosenberg das Gut und ließ ein Herrenhaus erbauen. Jedoch blieb der zweite Seitenflügel unvollendet. Ein Park wurde angelegt, der sich bis zum Landsee zieht. Zu Klötzen gehörten auch Kleinzehren (heute: Czarne Małe), Groß-Tromnau (heute Trumieje) und Warzeln (heute Wracławek). Adalbert von Rosenberg ließ das alte Herrenhaus 1870/1877 abreißen und an derselben Stelle ein Schloss im französischen Stil errichten.

## Bauwerk
Das zweistöckige Gebäude aus rotem Backstein steht auf rechteckigem Grundriss mit vorspringenden Risaliten. Das Schloss weist einen runden Turm auf, den eine steile konischen Kuppel mit Laterne krönt. Die Schlossfassade trägt das Wappen der früheren Besitzer. Der Park mit historischen Alleen ist erhalten. Sehenswert im Park ist auch das Familiengrab von Arnold von Rosenberg.

## Nachweise
1. ↑  Helmut Sieber: Schlösser und Herrensitze in Ost- und Westpreußen. Verlag Wolfgang Weidlich, 1958, S. 96–97.
2. ↑  Klecewo Pałac. Abgerufen am 5. Juli 2023.

Koordinaten: 53° 38′ 4″ N, 19° 6′ 19,7″ O